# Scènes d’amour
| Оценки критиков | Оценки критиков |
| Источник        | Оценка          |
| --------------- | --------------- |
| Voir            | [ 1 ]           |

Scènes d’amour — первый концертный альбом франкоканадской певицы Изабель Буле, выпущенный компанией les Productions Sidéral в январе 2000.

## Список композиций
| №   | Название                                                                               | Длительность |
| --- | -------------------------------------------------------------------------------------- | ------------ |
| 1.  | «Les yeux au ciel (дуэт с Барневом Вальсеном)» (Дамьен Рюзе, Жак Роменски)             | 5:38         |
| 2.  | «La ballade de Jean Batailleur» (Закари Ричард)                                        | 5:01         |
| 3.  | «Le retour de Don Quichotte (дуэт с Мишелем Риваром)» (Мишель Ривар)                   | 5:26         |
| 4.  | «L'héroïne de cette histoire (дуэт с Эриком Лапуантом)» (Зази)                         | 4:39         |
| 5.  | «Planchers fragiles (дуэт с Даниелем Сеффом)» (Даниель Сефф)                           | 3:09         |
| 6.  | «Tandem» (Серж Генсбур)                                                                | 5:01         |
| 7.  | «Tombée de toi (дуэт с Франс Д'Амур)» (Франс Д'Амур, Роже Табра)                       | 3:08         |
| 8.  | «Le banc des délaissés (дуэт с Закари Ричардом)» (Закари Ричард)                       | 5:10         |
| 9.  | «Quand j'aime une fois, j'aime pour toujours (дуэт с Жильдором Руа)» (Франсис Кабрель) | 4:36         |
| 10. | «J'ai mal à l'amour (дуэт с Лоранс Жальбер)» (Марио Пелузо)                            | 4:05         |
| 11. | «Frédéric (дуэт с Клодом Левейе)» (Клод Левейе)                                        | 3:19         |
| 12. | «Perdus dans le même décor (дуэт с Джимом Коркораном)» (Джим Коркоран)                 | 5:08         |
| 13. | «Naufrage (дуэт с Дэном Биграсом)» (Дэн Биграс)                                        | 3:36         |
| 14. | «Couleur café» (Серж Генсбур)                                                          | 3:26         |
| 15. | «D'aventures en aventures (дуэт с Сержем Лама)» (Серж Лама)                            | 3:27         |
| 16. | «Amsterdam» (Жак Брель)                                                                | 3:53         |
| 17. | «C'était l'hiver (дуэт с Франсисом Кабрелем)» (Франсис Кабрель)                        | 3:46         |

## Альбом
Большинство треков записано в августе 1999 на ежегодном фестивале Франкофоли де Монреаль, где Буле выступала с несколькими приглашенными звездами. Le banc des délaissés и Quand j’aime une fois, j’aime pour toujours записаны в Студио Пикколо в Монреале, а дуэт с Франсисом Кабрелем C'était l’hiver — во время тура в конце 1999 года.
Обозреватель монреальского двухнедельника Voir Патрик Марсоле назвал главным достоинством альбома его единообразие, «одну вселенную, раскрывающуюся перед нами от первой, до последней минуты», отметил замечательный дуэт с Франс Д'Амур и вполне проходной с Сержем Лама, а также полное слияние в дуэте со старым сценическим партнером Дэном Биграсом в композиции Naufrage, последний куплет которой заставляет «умирать от счастья».
При этом критик невысоко оценивает сдержанную манеру исполнения Буле, особенно в сольных треках, и бросает певице упрек в недостатке своеобразия и выразительности, что, по его мнению, снижает впечатление от её «бесценного» голоса («для шоу вполне годится, для диска — не уверен»). Впоследствии подобная точка зрения неоднократно повторялась в прессе.
Некоторое недоумение у журналистов вызвала сама идея издания сборника дуэтов, поскольку обыкновенно подобные диски выпускают заслуженные музыканты, имеющие солидное реноме. Со стороны певицы, недавно добившейся первого крупного успеха, такой поступок был расценен как весьма смелый. Буле объяснила выбор такого формата издания желанием «принести оммаж» Клоду Левейе, Франсису Кабрелю и другим кумирам своей юности, выразив этим диском благодарность за все, что они ей дали.
Альбом получил премию Феликс как поп-альбом года, и номинировался в категории лучших продаж, где одним из его конкурентов был прошлогодний студийный альбом États d'amour.

## Чарты
| Чарт (2000)           | Место |
| --------------------- | ----- |
| Canadian Albums Chart | 9     |

## Комментарии
1. ↑  Эсмеральда из квебекской версии мюзикла «Нотр-Дам-де-Пари». На сцене певицы настолько расчувствовались, что обе одновременно были вынуждены прервать исполнение, чтобы остановить слезы. В интервью RFI Буле согласилась, что, не сговариваясь, зарыдать в унисон во время исполнения песни — весьма редкий случай (Isabelle Boulay se dédouble. La chanteuse et ses invités Архивная копия от 1 марта 2016 на Wayback Machine — RFI, 10.05.2000)